# Яна (име)
Вижте пояснителната страница за други значения на Яна.
Яна е българско женско име, женска форма на Яне. Според други е женска форма на Янко или форма на Ана или Анна. Яна на старобългарски означава „река“. А също така е свързано и със Слънцето (Райко, Янко). Слънчев, слънчева. Това е име, което символизира дългия живот, буйния нрав, силата на речното течение, мъдростта, здравето.
Хората с имена Яна, Янко, Янка, Яне, Яни, Яница, Янита, Янислав, Янислава, Янимир, Янимира, ПресиЯнче, Янчо (видоизменено на Енчо) и др. празнуват имения си ден на:
- 24 юни (Яневден или Еньовден)
- 25 юли – Успение на св. Анна. Св. дякониса Олимпиада и Евпраксия Девица
- 9 декември – Света Анна (светица)

## Личности
- Яна Букова
- Яна Новотна
- Яна Язова